# 열녀문 (영화)
"열녀문"(Bound By Chastity Rule)은 한국에서 제작된 신상옥 감독의 1962년 영화이다. 최은희 등이 주연으로 출연하였고 신상옥 등이 제작에 참여하였다.

## 출연

### 주연
- 최은희
- 신영균
- 김동원
- 한은진

## 기타
- 원작자: 황순원
- 조명: 이규창
- 미술: 정우택

## 수상
- 1963년 제2회 대종상
  - 작품상
  - 남우주연상 - 신영균
  - 각본상 - 김강윤
  - 편집상 - 김영희
- 1963년 제6회 부일영화상
  - 여우주연상 - 한은진